# 黄冈号导弹护卫舰
“黄冈”号导弹护卫舰（舷号577）简称“黄冈”舰，是中国人民解放军海军第十七艘054A型导弹护卫舰，可以单独或者协同海军其他兵力攻击敌水面舰艇及潜艇，具有较强的远程警戒和防空作战能力。

## 艦歷
黄冈舰由沪东造船厂于2011年12月开工建造，2013年4月28日下水，同年12月19日命名，2014年12月交付，2015年1月16日入列，服役于东海舰队驱逐舰第六支队。黄冈舰舰名取自湖北省黄冈市，其入列命名授旗仪式于2015年1月16日在浙江省舟山市某军港举行。
2025年2月26日，黃岡號在台灣西南海域操演時被國軍海軍蘇澳艦驅離。